# Dragon Ball Z Gaiden Saiyajin Zetsumetsu Keikaku
Dragon Ball Z Gaiden Saiyajin Zetsumetsu Keikaku (ドラゴンボールZ外伝 サイヤ人絶滅計画, ドラゴンボールゼットがいでん サイヤじんぜつめつけいかく) là OVAs đầu tiên trong loạt Dragon Ball. Được sản xuất tại Nhật Bản dưới định dạng game vào ngày 6 tháng 8 năm 1993. Tập OVAs cũng được phát hành với định dạng anime với 2 phần lần lượt vào ngày 23 tháng 7 và 25 tháng 8 năm 1993.

## Phân vai
- Nozawa Masako vai Son Goku / Son Gohan / Turles
- Horikawa Ryo vai Vegeta
- Furukawa Toshio vai Piccolo
- Kusao Takeshi vai Trunks
- Tsuru Hiromi vai Bulma
- Watanabe Naoko vai Chi-Chi
- Nishio Toku vai Mr. Popo
- Suzuki Tomiko vai Ốc tiêu
- Nakao Ryuusei va Frieza/ Cooler
- Egawa Hisao vai Monster / Goddo Gadon
- Yara Yuusaku vai Slug
- Ogawa Shinji vai Dr. Raichi
- Yanami Joji vai Narration